# Annes hus
Annes hus är ett envånings bostadshus på Nedre terrassen på Millesgården i Lidingö, som ritades av Evert Milles och som blev klart i maj 1951.
Huset var ett av tre tjänstebostadshus från början av 1950-talet, vilka byggdes på Millesgården. Det uppfördes för Millesgårdens sekreterare och intendent Anne Hedmark (1899–1993). Carl och Olga Milles bodde också i huset vid besök sommartid i Sverige under början av 1950-talet.
Huset inreddes av Estrid Ericsson och Josef Frank under våren 1951 med möbler och inredningsdetaljer från Svenskt Tenn. Insatsen koncentrerades huvudsakligen till vardagsrummet (även kallat musikrummet) och matsalen.
Anne Hedmark bodde i huset till 1986. Huset är idag museum, med 1950-talsmiljön bevarad i de publika delarna. I samband med Stig Lindberg-utställningen 2021 inreddes vardagsrummet och matsalen med föremål formgivna av Lindberg.

## Bildgalleri

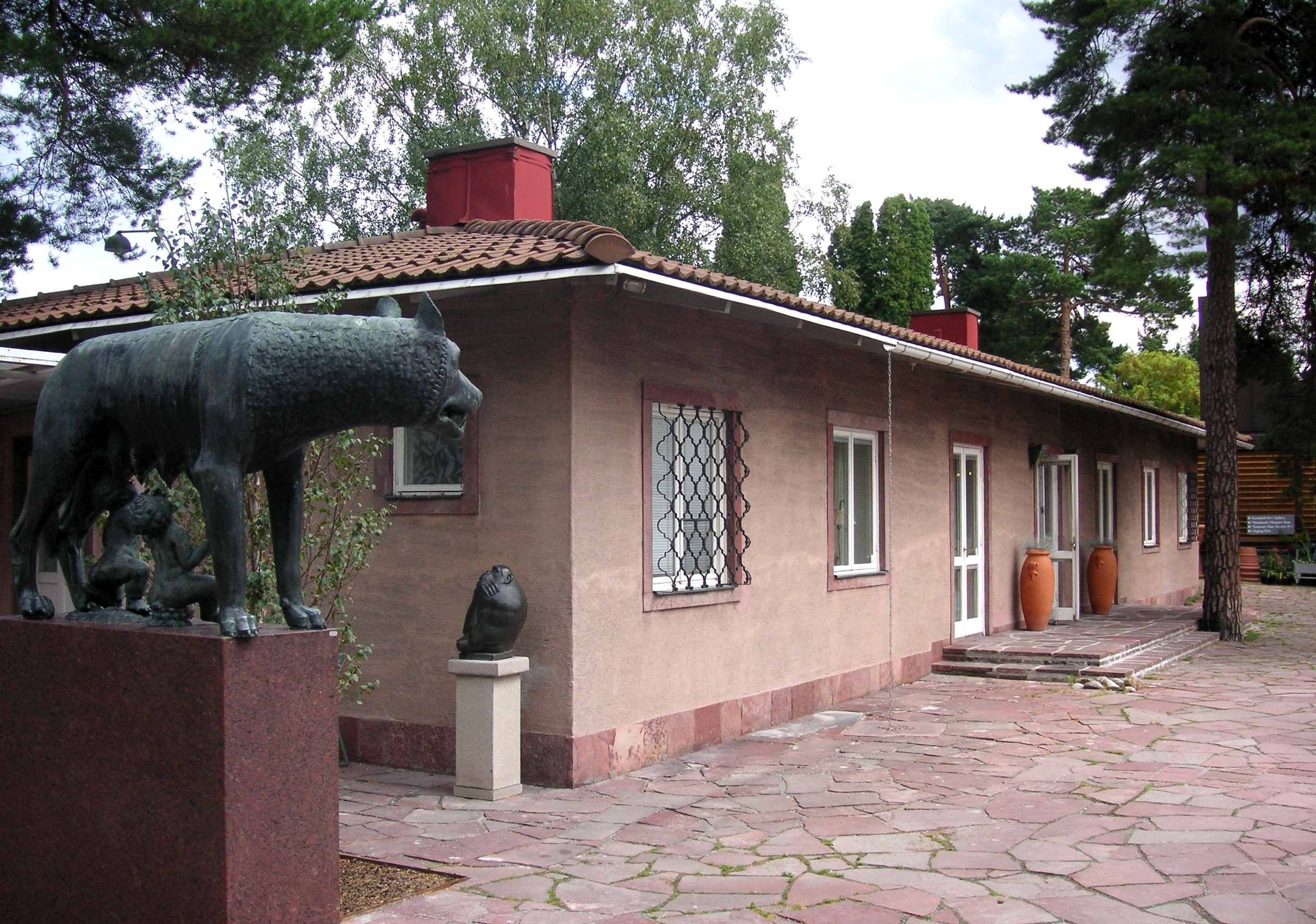
Exteriör
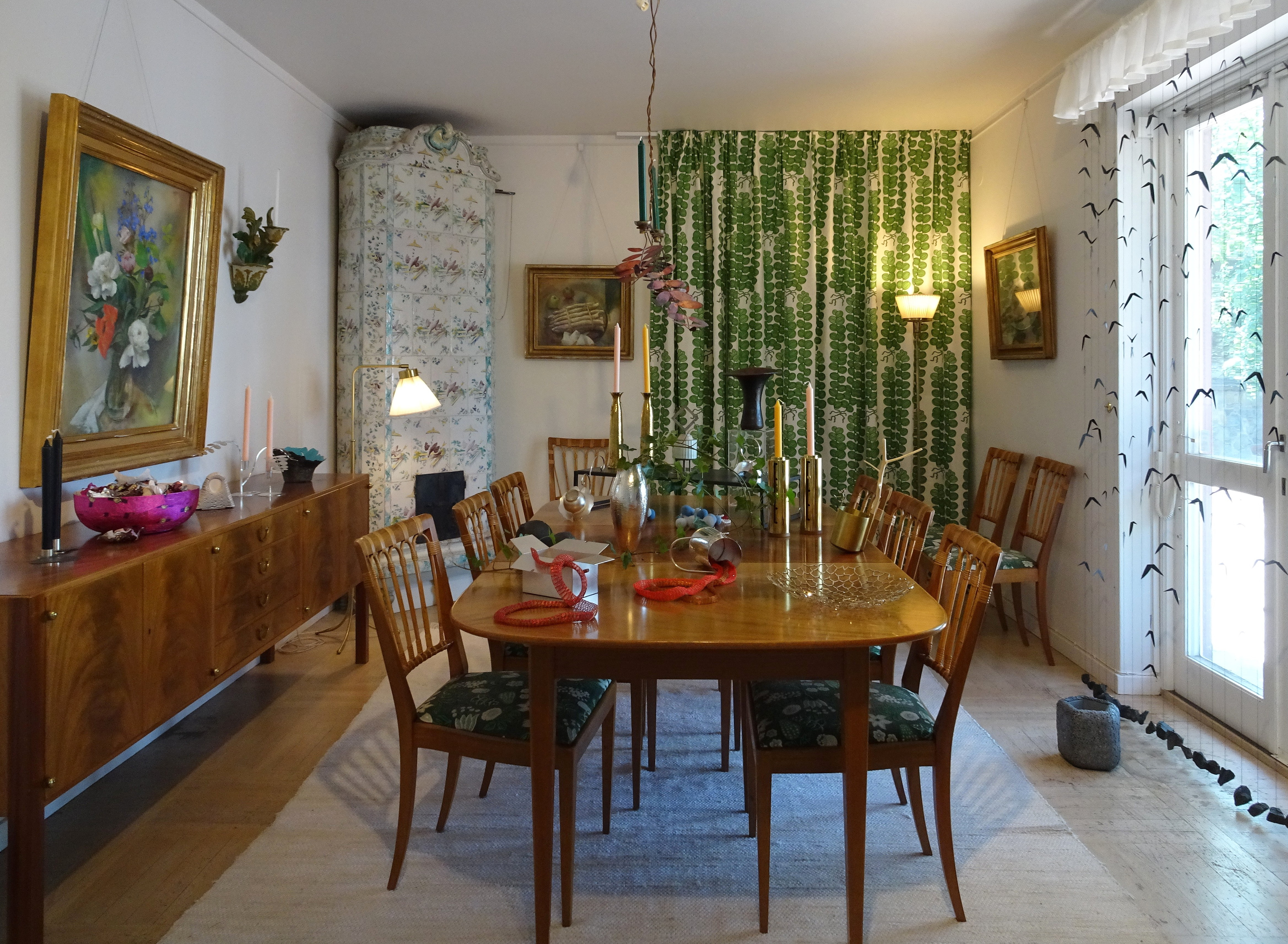
Matsalen inrett av Svenskt Tenn, 2019.
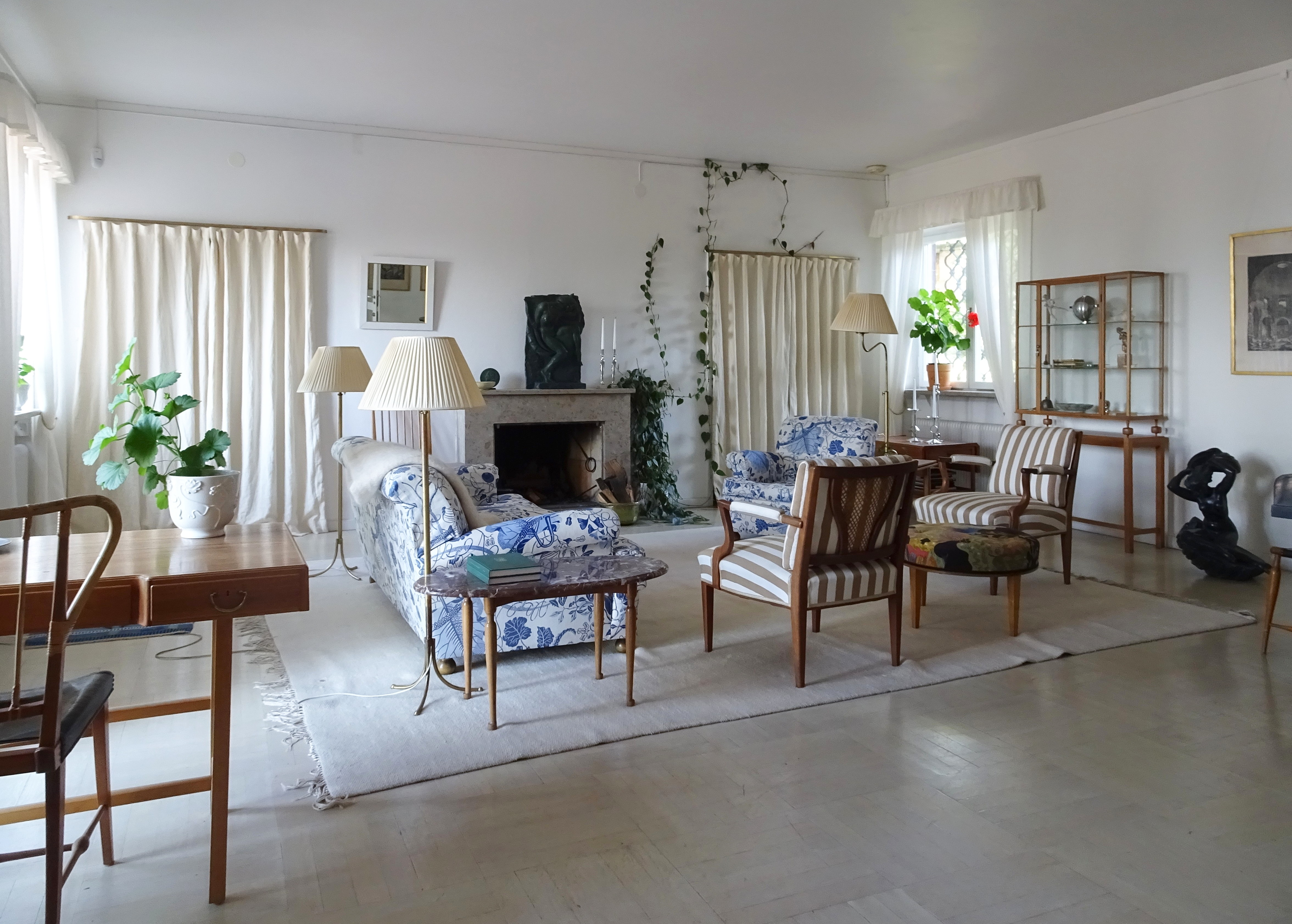
Vardagsrummet inrett av Svenskt Tenn, 2019.
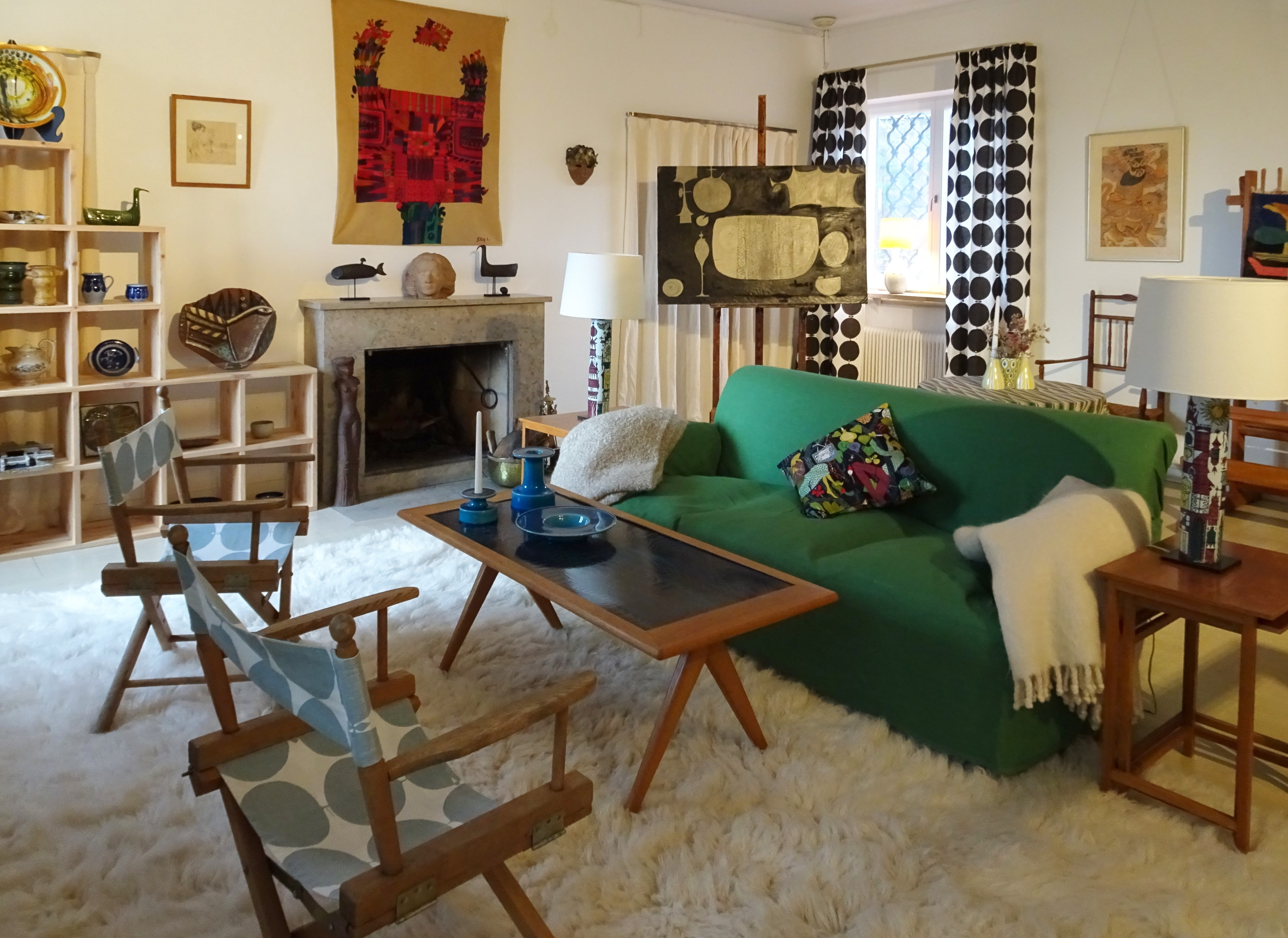
Vardagsrummet inrett med föremål formgivna av Stig Lindberg, 2021.